# コリーン
コリーン（チェコ語: Kolín [ˈkoliːn]）は、チェコの中央ボヘミア州に位置する町。首都プラハから東に55km、エルベ川に面する。

## 歴史
13世紀にオタカル2世によって建設され、Colonia nova（新しい植民地）と名づけられた。1437年に城が築かれ、1475年から1488年にかけてはイジーの息子でルネッサンス期の作家であるヒネク・ゼ・ストラージュニツがこの城で暮らした。
七年戦争中の1757年にはこの地で戦闘（コリンの戦い）が起きた。第二次世界大戦中の1944年には、石油作戦によって精油所が爆撃を受けた。
2005年春、市街の北端にトヨタ・プジョー・シトロエン・オートモービルの合弁工場が建てられた。現在は3000人が働き、一年で30万台の自動車を生産している。
旧市街には現在でも多くのゴシック、バロック様式の建物が立ち並ぶ。中央市場、ユダヤ人のゲットー、シナゴーグ、ペーター・パルラーによって設計された13世紀の聖バルトロメウス教会などが有名。

## 出身有名人
- ヤクブ・クルチーン - 16世紀の運河、ダムの建設者
- ヤン・ロサツィウス - 17世紀の司祭、作家
- カレル・レゲル - 19世紀の詩人
- オトカル・フィスフェル - 劇作家、翻訳家、詩人、批評家
- ヨゼフ・スヴァトプルク・マファール - 20世紀の作家
- ボフダン・ウリフラフ - プロテニス選手
- ヴァーツラフ・モラーヴェク - 反ナチレジスタンス運動の英雄
- ヨゼフ・スデック - 写真家
- フランク・ダニエル - 映画脚本家
- ジャン＝ガスパール・ドゥビュロー - ボヘミア系フランス人の俳優
- フランティシェク・クモーフ - 作曲家、指揮者